# 艦対地ミサイル
艦対地ミサイル（かんたいちミサイル、英語: ship-to-surface missile, SSM / ship-to-ground missile, SGM）は、射程によらず艦船から発射され、地上の目標に対して撃たれるミサイル。

## 例
- 桜花 43甲型 - 連山を発射母機として試作機が制作された 33型 を、潜水艦のカタパルトからの発射と計画された (量産された 43乙型 は陸上基地カタパルト発射型)。誘導装置が人間である。
- レギュラス
- トマホーク
- SCALP-EG/ストーム・シャドウ
- 天竜 - 玄武-3の派生型
- CX-1（英語版）